# Maščevalci: Sodni dan
Maščevalci: Sodni dan je prihajajoči ameriški superjunaški film, ki temelji na istoimenski ekipi superjunakov iz Marvelovih stripov. To bo bil peti del serije filmov Maščevalci po koncu filma Maščevalci: Zaključek (2019) in 38. filmu v filmskem vesolju Marvel (MCU). Režiserja sta Anthony in Joe Russo, scenarista Michael Waldron in Stephen McFeely, igralsko zasedbo pa sestavljajo Chris Hemsworth, Vanessa Kirby, Anthony Mackie, Sebastian Stan, Letitia Wright, Paul Rudd, Wyatt Russell, Tenoch Huerta Mejía, Ebon Moss-Bachrach, Simu Liu, Florence Pugh, Kelsey Grammer, Lewis Pullman, Danny Ramirez, Joseph Quinn, David Harbour, Winston Duke, Hannah John-Kamen, Tom Hiddleston, Patrick Stewart, Ian McKellen, Alan Cumming, Rebecca Romijn, James Marsden, Channing Tatum, Pedro Pascal in Robert Downey Jr. V filmu se Maščevalci, Wakandci, Fantastični štirje, Thunderbolts, in Možje X združijo, da bi se soočili z superzlobnežem doktorjem Doomom. 
Dva nova filma o Maščevalcih, Dinastija Kang in Skrivnostne vojne, sta bila napovedana julija 2022 kot zaključek šeste faze MCU in "The Multiverse Saga". Destin Daniel Cretton je bil najet za režijo Dinastije Kang, Jonathan Majors pa naj bi ponovil svojo vlogo MCU kot negativec Kang the Conqueror. Jeff Loveness se je tistega septembra pridružil filmu kot scenarist. Novembra 2023 je Cretton zapustil projekt, Waldron pa je zamenjal Lovenessa kot pisec. Hkrati je Marvel razmišljal o tem, da bi se oddaljil od zgodbe o Kangu, deloma zaradi Majorsovih pravnih težav; Majors je bil naslednji mesec odpuščen. Vrnitev bratov Russo kot režiserjev in McFeelyja kot scenarista, izbira Downeyja za novega negativca Doktorja Dooma in nov podnaslov Sodni dan so bili objavljeni julija 2024. Snemanje bo potekalo od aprila do avgusta 2025 v Pinewood Studios v Angliji, velika zasedba pa je sestavljena predvsem iz igralcev iz prejšnjih medijev MCU in drugih Marvelovih filmov.
Maščevalci: Sodni dan naj bi izšel v ZDA 18. decembra 2026 kot del šeste faze MCU. Nadaljevanje filma, Maščevalci: Skrivnostne vojne, pa naj bi izšlo 17. decembra 2027.

## Vsebina
Maščevalci, Wakandanci, Fantastični štirje, Thunderbolts in "izvirni" Možje X se združijo, da bi se soočili z Doktorjem Doomom.

## Vloge
- Chris Hemsworth - Thor

- Vanessa Kirby - Susan Storm/Nevidna bejba

- Anthony Mackie - Sam Willson/Stotnik Amerika

- Sebastian Stan - Bucky Barnes

- Letitia Wright - Shuri/Črni panter

- Paul Rudd - Scott Lang/Ant-Man

- Wyatt Russell - John Walker/US Agent

- Tenoch Huerta Mejía - Namor

- Ebon Moss-Bachrach - Ben Grimm/The Thing

- Simu Liu - Xu Shang-Chi

- Florence Pugh - Yelena Belova

- Kelsey Grammer - Hank McCoy/Beast

- Lewis Pullman - Bob/Sentry/Void

- Danny Ramirez - Joaquin Torres/Falcon

- Joseph Quinn - Johnny Storm/Človeška bakla

- David Harbour - Alexei Shostakov/Red Guardian

- Winston Duke - M'Baku

- Hannah John-Kamen - Ava Starr/Ghost

- Tom Hiddleston - Loki

- Patrick Stewart - Charles Xavier/Profesor X

- Ian McKellen - Erik Lehnsherr/Magneto

- Alan Cumming - Kurt Wagner/Nightcrawler

- Rebecca Romijn - Raven Darkhölme/Mystique

- James Marsden - Scott Summers/Cyclops

- Channing Tatum - Remy LeBeau/Gambit

- Pedro Pascal - Reed Richards/G. Fantastični

- Robert Downey Jr. - Doktor Victor von Doom